# لس وترانوس۱، تگزاس
لس وترانوس۱ (به انگلیسی: Los Veteranos I) یک منطقهٔ مسکونی در ایالات متحده آمریکا است که در تگزاس واقع شده‌است. لس وترانوس۱، ۲۴ نفر جمعیت دارد.